# Ruger Speed Six

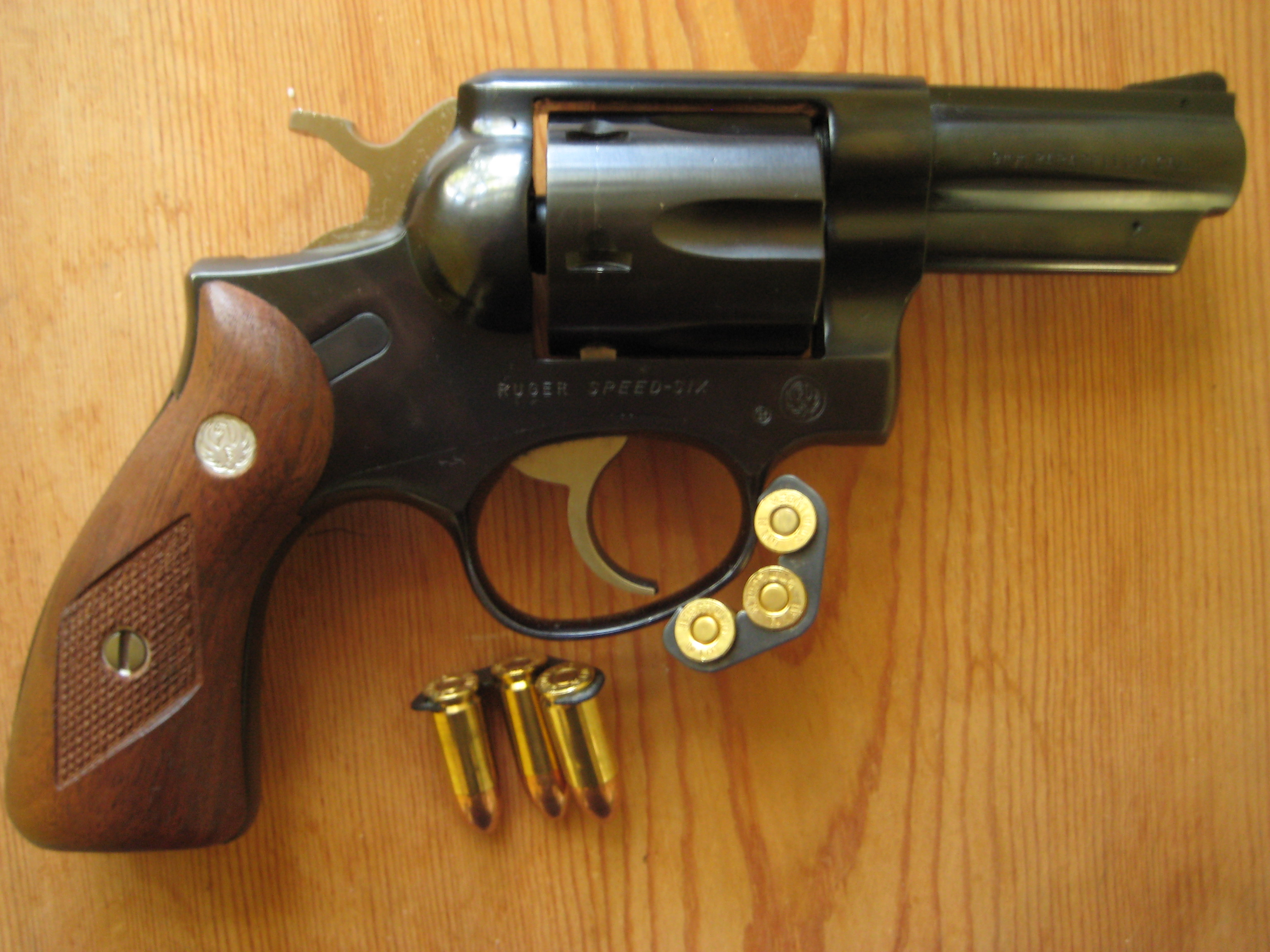
Le Ruger Speed Six et deux demi-clips chargés de cartouches de 9 mm Luger.

Le Ruger Speed Six est un Ruger Service-Six à canon court et crosse arrondi en calibre 38/357 magnum.

## Diffusion
Fabriqué de 1972 à 1988 par Sturm Ruger & Company, Inc(Southhport, Connecticut, USA, il fut utilisé par de nombreux citoyens nord-américains pour leur défense personnelle mais aussi par les personnels en civil des polices française et marocaine.

## Caractéristiques
- Mécanisme : Double action, barillet basculant à gauche, visée fixe.
- Calibre : 38/357 Magnum/9 mm Parabellum (Police nationale française)
- Capacité : 6 coups. En 9 mm, l'arme est alimenté par des clips et demi-clips
- Poids : 875 g
- Longueur du canon : 70 mm
- Rayures du canon : : 6 orientées vers la droite
- Longueur de l'arme : 198 mm

## Le Ruger Speed-Six dans la culture populaire
Moins chers que les Ruger Security-Six/ Service-Six, ces revolvers furent utilisés dans plusieurs fictions américaines ou françaises. Ainsi le Speed-Six apparait (surtout dans sa version inox ) dans Les Princes de la Ville, American Dragons, Justice sauvage ou L'Impasse : De la rue au pouvoir (Carlito's Way: Rise to Power). De la même façon ,  à la télévision, il  est visible dans Hit and Miss, Sanctuary, Les Soprano et enfin la saison 2 de New-York, police judiciaire.